# Rugby olympique lunellois
Maillots
Le Rugby olympique lunellois, basé à Lunel, dans l’Hérault, est un club de rugby du comité du Languedoc. Il évolue actuellement[Quand ?] en Honneur.

## Histoire
Fondé en 1973, le club débute en quatrième série du Languedoc. Il va monter d'une division au cours des trois saisons suivantes et atteindre la division d’Honneur dès 1980. Pour son vingtième anniversaire, le club s’offre la montée en troisième division (1993), un intermède de deux années suivi d’une relégation en Honneur en 1995. La remontée a lieu en 1999, avec le titre de champion du Languedoc Honneur à la clé. Dès la saison suivante, le ROL atteint la deuxième division pour la première fois de son histoire. La réorganisation des championnats ne permet pas aux Héraultais d’en profiter, mais enfin, en 2003, ils atteignent l’élite des championnats amateurs, la Fédérale 1, où ils se sont maintenus avant de redescendre en Fédérale 2 en 2007.
Après deux saisons compliquées, le club finit en Fédérale 3. Cette descente permet une restructuration du club en profondeur qui aboutira deux ans plus tard, en juin 2011, à une place de vice-champion de France de Fédérale 3, synonyme de remontée en Fédérale 2. Néanmoins, un affaiblissement de l'équipe finaliste de la saison précédente, et surtout une grave blessure de Soufiane Akasbi qui l'écartera des terrains durant tout une saison, entraîneront une rétrogradation sportive immédiate.

## Palmarès
- Champion du Languedoc troisième série : 1976
- Champion du Languedoc Honneur : 1979
- Vice-champion de France Fédérale 3 : 2011